# Piranhas (Goiás)
Piranhas é um município brasileiro do estado de Goiás. Localiza-se a uma latitude 16º 25'37" sul e a uma longitude 51º49'20" oeste, estando a uma altitude de 389 metros. Sua população estimada em 2021 era de 10 161 habitantes. Está situada a 310 km de Goiânia e a 510 km de Brasília.

## História
Por volta de 1948, ao ser traçada a rodovia que ligava os municípios de Caiapônia e Aragarças, o grupo de técnicos e operários da Fundação Brasil Central acampou na margem esquerda do Rio Piranhas, atraído pelo aprazível abrigo, de águas límpidas e cristalinas.
Com a retirada de parte do pessoal de obras para Água Parada, os que permanecera, liderados por Álvaro Antonio de Amorim, deram início à formação do povoado que recebeu a mesma denominação do rio adjacente, Piranhas.
Seu progresso foi vertiginoso, em razão da incrementação da lavoura, favorecida pela boa fertilidade das terras.
Sua elevação a distrito ocorreu em 11 de novembro de 1952, pela Lei Municipal nº 87, de Caiapônia, destacando-se a atuação do fundador, Álvaro Antonio de Amorim, e Nascimento José da Silva.
Já no ano seguinte, pela lei Estadual nº 812, de 14 de outubro de 1953, o Distrito de Piranhas passou à categoria de município, oficialmente instalado em 01 de janeiro de 1954, desmembrando-se de Caiapônia.
A partir da emancipação, a pecuária e a agricultura tornaram-se a base econômica para o notável desenvolvimento alcançado em termos de produção, e na década de 1970 o quadro urbano assumia novas características com aspecto de evolução social, política e econômica.

## Política
O poder executivo do município de Piranhas, Goiás, é exercido pelo prefeito e seu gabinete de secretários, em conformidade com as disposições da Constituição Federal, da Constituição Estadual e da Lei Orgânica Municipal. O prefeito, eleito por voto direto para um mandato de quatro anos, é responsável por administrar o município e implementar políticas públicas voltadas às demandas locais, abrangendo áreas como saúde, educação, infraestrutura e assistência social.
O poder legislativo é representado pela câmara municipal, composta por 9 vereadores eleitos para mandatos de quatro anos, em conformidade com o artigo 29 da Constituição Federal e com a Constituição Estadual. Compete à câmara a elaboração e aprovação de leis essenciais à administração pública, incluindo a análise da Lei Orçamentária Anual (LOA), que segue as diretrizes estabelecidas na Lei de Diretrizes Orçamentárias (LDO) e no Plano Plurianual (PPA). Eventuais divergências entre os poderes Executivo e Legislativo podem gerar debates no processo de aprovação dessas leis.
O município também dispõe de conselhos municipais voltados a diferentes áreas, como saúde, educação, meio ambiente e assistência social. Esses conselhos têm como objetivo promover a participação da sociedade na formulação e no acompanhamento das políticas públicas.

## Turismo
O município conta com uma vasta gama de atrativos naturais, cachoeiras, serras e vales fazem do município piranhense um dos mais atrativos da região oeste do estado de Goiás, a facilidade de acesso logístico pela rodovia federal BR-158, rodovia estadual GO-060 que liga à Goiânia e a GO-188 permitem aos visitantes facilidades aos acessos turísticos do município.
Piranhas é um dos mais belos municípios de Goiás, com suas festividades, atrações naturais e etc. É também um dos melhores pontos turísticos do estado de Goiás. Uma de suas cachoeiras, conhecida como Salto do São Domingos,  é considerada a segunda maior do estado de Goiás e uma das mais belas
do país.

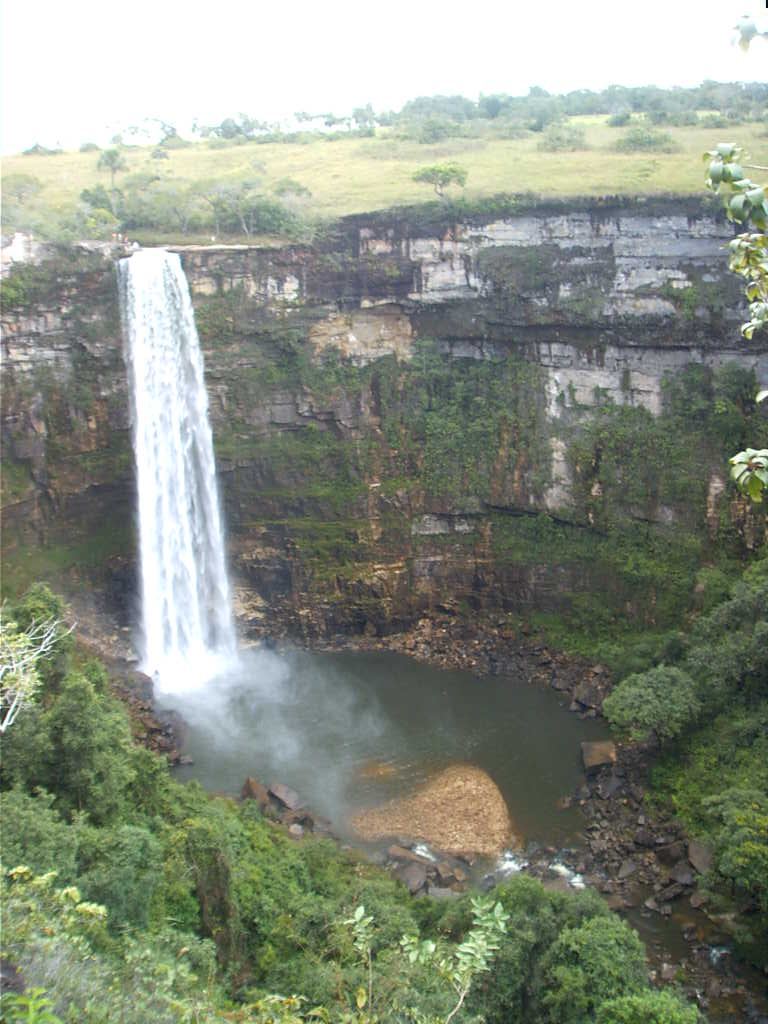
Cachoeira São Domingos

Na região urbana encontra-se o CIT Centro de Informação ao Turista, aberto todos os dias da semana oferecendo o suporte necessário para o desbravamento das regiões de interesse do visitante.

## Estrutura Urbana
Divisões Urbanas - Setores
- Centro
- Setor Sudoeste
- Setor Sul
- Aeroporto
- Jardim Vale da Serra
- Setor Palmares
- Morada Nova
- Santa Luzia
- Santo Antônio
- Residencial Emídio Marques
- Setor Eldorado
- Vila Operária
- Casego
- Setor Planalto
- Bairro Serra Azul

## Saúde
A região urbana conta com hospital local HMCR Hospital Municipal Cristo Redentor, a população é atendida também nas Unidades de Saúde espalhadas na cidade.